# Rodrigo (Lehár)
Rodrigo ist eine Oper in einem Vorspiel und einem Akt des Komponisten Franz Lehár mit Text von Rudolf Mlčoch. Das Werk schrieb Lehár 1893 anlässlich eines Wettbewerbes des Herzoges von Coburg-Gotha.

## Hintergrund
Franz Lehár komponierte seine erste Oper im Zuge einer Ausschreibung des Herzoges von Coburg-Gotha. Das Vorbild der Ausschreibung war ein Wettbewerb des Musikverlages Società Editrice Sonzogno aus Mailand aus welchem die Oper Cavalleria Rusticana hervorging. Lehárs Werk blieb unaufgeführt, das Partitur-Manuskript sowie das Orchestermaterial sind erhalten.

## Musiknummern
Auf der im Jahr 2001 vom Label CPO veröffentlichen CD Franz Lehar: Suiten, Tänze & Intermezzi ist das Stück Preludium Religioso zu hören.